# Manukan
Manukan est une localité de la province de Zamboanga du Nord, aux Philippines. En 2015, elle compte 36 526 habitants.